# Landschaftsschutzgebiet Tal des Heimkes Siepen und angrenzendes Extensivgrünland
Das Landschaftsschutzgebiet Tal des Heimkes Siepen und angrenzendes Extensivgrünland mit 16,1 ha Flächengröße liegt im Stadtgebiet von Sundern im Hochsauerlandkreis. Es wurde 1993 mit dem Landschaftsplan Sundern durch den Kreistag des Hochsauerlandkreises erstmals mit dem Namen Landschaftsschutzgebiet Grünlandflächen im Verlauf eines Siepens zwischen Weninghausen und Linnepe als Landschaftsschutzgebiet (LSG) mit einer Flächengröße von 9,14 ha ausgewiesen. Bei der Neuaufstellung des Landschaftsplanes Sundern wurde es mit einem neuen Namen als Landschaftsschutzgebiet vom Typ C, Wiesentäler und bedeutsames Extensivgrünland, erneut ausgewiesen und deutlich vergrößert. Das LSG liegt westlich Linnepe und gehört zum Naturpark Sauerland-Rothaargebirge.

## Beschreibung
Das LSG umfasst ein Grünland im Tal des Heimkes Siepens und angrenzendes Extensivgrünland. Entlang des Bachlaufes stocken Ufergehölze, und das durch kurze Hecken gegliederte Grünland ist teils trocken-mager, teils frisch-feucht und wird als (Mäh-)Weide genutzt. Vereinzelt stehen alte Hudebäume auf den Viehweiden. Laut Landschaftsplan gibt es Vorkommen von Raubwürgern und Neuntötern.

## Schutzzweck
Die Ausweisung erfolgte zur Sicherung und Erhaltung der natürlichen Erholungseignung und der Leistungsfähigkeit des Naturhaushaltes gegenüber den vielfältigen zivilisatorischen Ansprüchen an Natur und Landschaft. Das LSG dient der Ergänzung bzw. Pufferzonenfunktion der strenger geschützten Teile dieses Plangebietes durch den Schutz ihrer Umgebung vor Einwirkungen, die den herausragenden Wert dieser Naturschutzgebiete und Schutzobjekte mindern könnten und Sicherung der Kohärenz und Umsetzung des europäischen Schutzgebietssystems Natura 2000.

## Rechtliche Vorschriften
Wie in den anderen Landschaftsschutzgebieten vom Typ C im Stadtgebiet besteht im LSG ein Verbot, Bauwerke zu errichten. Vom Verbot ausgenommen sind Bauvorhaben für Gartenbaubetriebe, Land- und Forstwirtschaft. Die Untere Naturschutzbehörde kann Ausnahmegenehmigungen für Bauten aller Art erteilen. Wie in den anderen Landschaftsschutzgebieten vom Typ B in Sundern besteht im LSG ein Verbot der Erstaufforstung und Weihnachtsbaum-, Schmuckreisig- und Baumschul-Kulturen anzulegen. Grünland und Grünlandbrachen dürfen nicht in Acker oder andere Nutzungen umgewandelt werden.
Wegen des Vorkommens der beider Würgerarten wurde das Gebot festgesetzt: das Grünland ist zu beweiden, vorzugsweise nach den geltenden Bewirtschaftungsanleitungen „Weide“ des Kulturlandschaftspflegeprogrammes des HSK.
Entwicklungsmaßnahme: Die Feldgehölze, Hudebäume und Heckenstrukturen sind zu erhalten und bei Abgang nachzupflanzen.

## Beeinträchtigungen des LSG
Im Juni 2018 wurde eine Eingabe an die Untere Naturschutzbehörde des Kreises vom Verein für Natur- und Vogelschutz im Hochsauerlandkreis gemacht, da sich ein größerer Bereich auf der Kuppe östlich vom Tal des Heimkes Siepen in einen ein Brennholzlagerplatz verwandelt hatte. Die Fläche ist zudem ein gesetzlich geschütztes Biotop nach § 30 BNatSchG. Die früher im Bereich des Brennholzlagerplatzes stehenden kleinen Büsche waren ebenso wie die früher dort brütenden Neuntöter verschwunden. Bis Dezember 2019 verbesserte sich der zustand der Fläche nicht wesentlich.